# Österreichischer Astronomischer Verein
Der Österreichische Astronomische Verein (Kurzbezeichnung Astroverein oder ÖAV) ist mit etwa 700 Mitgliedern der zahlenmäßig stärkste Verband von Astronomen in Österreich. Er wurde 1924 in Wien vom Universitätsprofessor Oswald Thomas (* 1882 Kronstadt; † 1963 Wien) gegründet – fast zeitgleich mit dem Bund der Sternfreunde in Deutschland. Thomas gründete auch das „Astronomische Büro“, mit dem er 1913 von Siebenbürgen nach Wien übersiedelte und das neben der Urania das Zentrum des jungen Vereins wurde. 
Der Verein wurde in dieser bildungshungrigen Zeit rasch bekannt durch die von Thomas monatlich veranstalteten Sternwanderungen am Sommerhaidenweg nahe dem Wienerwald, zu denen meist über 100 Teilnehmer kamen (siehe auch Sternenhain).
Unter seinem langjährigen Nachfolger Hermann Mucke (1935–2019) erreichte die vom Astronomischen Büro publizierte Monatsschrift Sternenbote rund 2000 Amateurastronomen und andere himmelskundlich Interessierte. Das vom Verein herausgegebene Astronomische Jahrbuch Astronomischer Almanach für Österreich (von 1957 bis 2019 Österreichischer Himmelskalender) bietet auf Österreich zugeschnittene Vorausberechnungen von Sonne, Mond, Planeten und Kleinkörpern des Sonnensystems sowie Daten der hellen Sterne.
Zum 100-Jahr-Jubiläum am 19. Oktober 2024 findet im Wiener Planetarium eine Tagung statt, bei der auch die Festschrift Amateurastronomie in Österreich seit 1920 präsentiert wird.

Astronomische Beobachtungen am Wiener Flakturm, um 1960

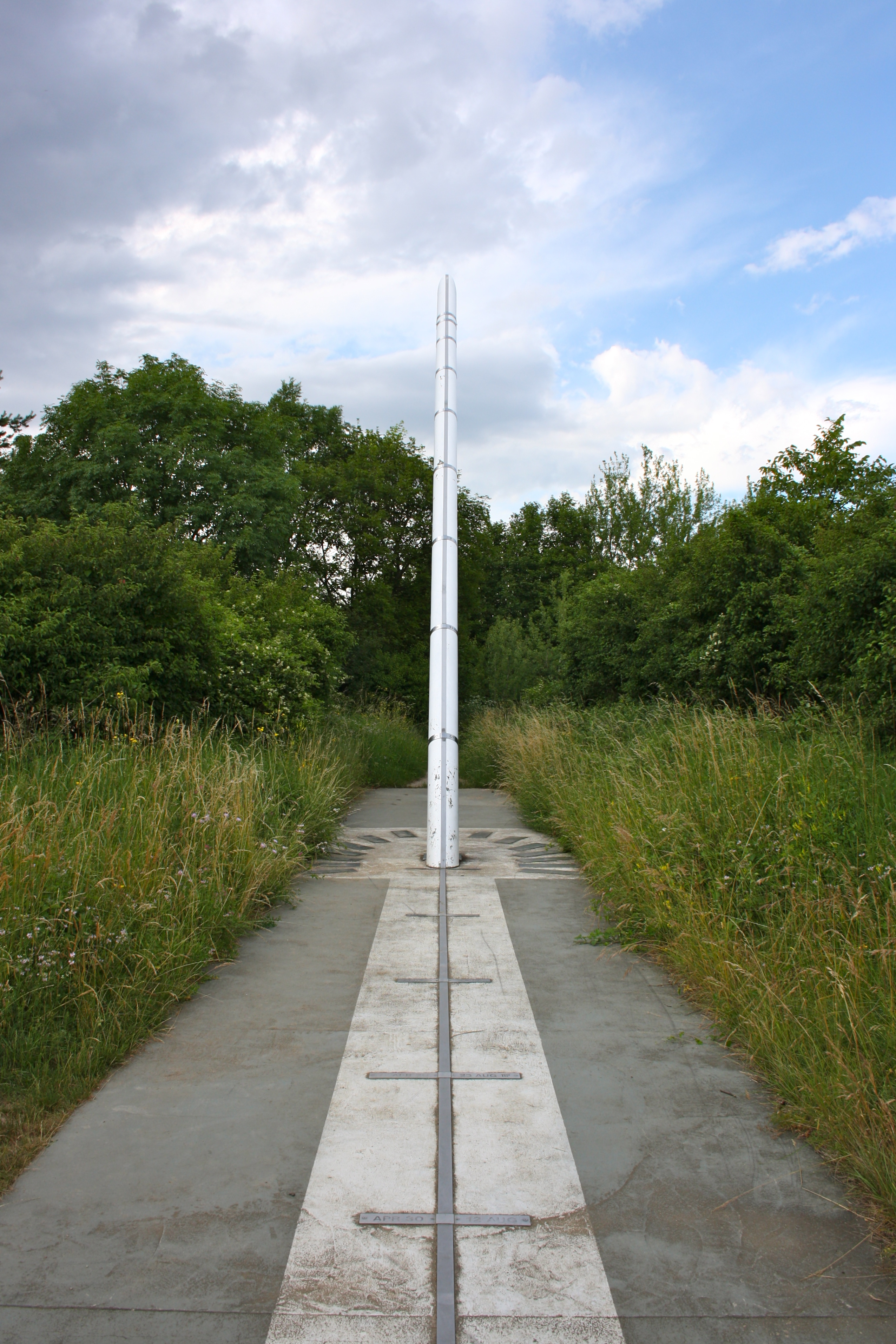
Begehbare Sonnenuhr im Sterngarten. Der Schrägmast steht parallel zur Erdachse. Im Vordergrund die Datumslinien für die Schattenscheibe am Nordmast.

## Bildungsangebote, Sternführungen, Meteorstation
Der Vereinszweck ist die Förderung der Astronomie in der Öffentlichkeit sowie die fachliche Weiterbildung, Betreuung und Information der Mitglieder. Für alle am Sternhimmel Interessierte bietet er niederschwellige Angebote, z. B. durch freiäugige Sternführungen in einem in dunkler Umgebung angelegten Sterngarten bei Wien. Derzeitiger Vorsitzender ist Prof. Gottfried Gerstbach von der TU Wien.
Neben den monatlichen Referatsabenden in Wien veranstaltet der Astroverein Beobachtungsabende und frei zugängliche Sternführungen. Dazu betreibt er am Stadtrand den ab 1997 errichteten Sterngarten (auch Freiluftplanetarium genannt), der auf den vom Vereinsgründer Oswald Thomas geplanten Sternenhain Laaerberg zurückgeht. Ferner gibt es dort den 6 km langen Planetenweg entlang der Tiergartenmauer, der 500 m weiter nördlich beginnt, sowie im Waldviertel eine automatische Meteorstation zur fotografischen Beobachtung von Feuerkugeln.
Den monatlichen Newsletter können alle Interessierte, unabhängig von der Mitgliedschaft, kostenlos abonnieren. Für Mitglieder gibt es die Möglichkeit, an Amateur-Forschungsprogrammen teilzunehmen und dafür Teleskope zu entlehnen. Im Jahre 1990 wurde innerhalb des Vereines die Arbeitsgruppe Sonnenuhren unter der Bezeichnung Gnomonicae Societas Austriaca (GSA) gegründet, die einmal im Jahr eine Tagung abhält und zweimal jährlich das Rundschreiben Sonne und Zeit herausgibt.

## Kooperationen
Eng mit dem Verein kooperierte das ebenfalls von Thomas gegründete Astronomische Büro, dessen wichtigstes Ziel zu Beginn des 20. Jahrhunderts die Meteorforschung war. Es unterstützte auch Beobachtungsprogramme für Kometen, Kleinplaneten, Meteore und Sternbedeckungen und gab Jahrbücher, Finsterniskataloge und weitere Fachliteratur heraus. Das Büro wurde bis zu seinem Tode 2019 von Hermann Mucke betrieben, dem früheren Leiter des Wiener Planetariums. Unter seiner Initiative entstand auch das o.e. Freiluftplanetarium am Georgenberg.
Zusammenarbeit gibt es auch mit regionalen Vereinen, insbesondere in Nieder- und Oberösterreich. Vorübergehend konnte der Astroverein auch die Purgathofer-Sternwarte im nahen Klosterneuburg nützen. Die bis etwa 2005 abgehaltenen Jahrestagungen Österreichische Tagung der Amateurastronomen (ÖTA) wurden 2019 vom ÖAV und der Vega-Sternwarte Salzburg 2019 „wiederbelebt“. Die für 2021 bzw. 2022 in Linz geplanten Tagungen mussten wegen der Corona-Pandemie verschoben werden.

## Veröffentlichungen
- Österreichischer Himmelskalender, astronomisches Jahrbuch für Österreich. Von 1957 bis 2019 publiziert vom ÖAV
- Astronomischer Almanach für Österreich, seit 2020
- Helle Kometen von −86 bis +1950. Astronomisches Büro Wien, 2. Auflage, 1976.
- Hermann Mucke: Astronomische Phänomenologie mit dem Taschenrechner. In Die Sterne, Band 58, Leipzig 1982
- Jan Meeus, Hermann Mucke: Canon of Solar Eclipses −2003 to +2526. Astronomisches Büro Wien, 2. Auflage, 1992 (vergriffen)
- Hermann Mucke, Jan Meeus: Canon of Lunar Eclipses −2002 to +2526. Astronomisches Büro Wien, 3. Auflage, 1992
- Hermann Mucke: Himmelskunde im Freiluftplanetarium Wien. Als  Einführung in die Astronomie und den Sterngarten Georgenberg herausgegeben vom ÖAV 2002, 122 S.
- Hermann Mucke: Astronomische Kurzkalender 2001 bis 2051. Astronomisches Büro Wien 2009
- Gottfried Gerstbach et al.: Amateurastronomie in Österreich seit 1920. Festschrift zur 100-Jahr-Feier des Österreichischen Astronomischen Vereins, Wien 2024 (erscheint im September)